# Хэмблин, Рут
Рут Хэмблин (англ. Ruth Hamblin; в замужестве Дэвис (англ. Davis); род. 24 июня 1994 года в Смитерсе, провинция Британская Колумбия, Канада) — канадская профессиональная баскетболистка, выступала в женской национальной баскетбольной ассоциации за клуб «Даллас Уингз», которым она была выбрана на драфте ВНБА 2016 года во втором раунде под восемнадцатым номером. Играет на позиции центровой. В последнее время выступала за клуб женской национальной баскетбольной лиги «Бендиго Спирит».
В составе национальной сборной Канады Хэмблин выиграла чемпионат Америки 2017 года в Буэнос-Айресе и стала серебряным призёром чемпионата Америки 2019 года в Сан-Хуане, а также принимала участие на чемпионате мира 2018 года в Испании и Панамериканских играх 2019 года в Лиме.

## Ранние годы
Рут Хэмблин родилась 24 июня 1994 года в городе Смитерс, провинция Британская Колумбия, в семье Лэнса и Ширли Хэмблин, у неё есть старшие брат, Гэвин, и сестра, Вики, а училась в соседнем городе Хьюстон в Христианской школе, в которой выступала за местную баскетбольную команду.